# NGC 1518

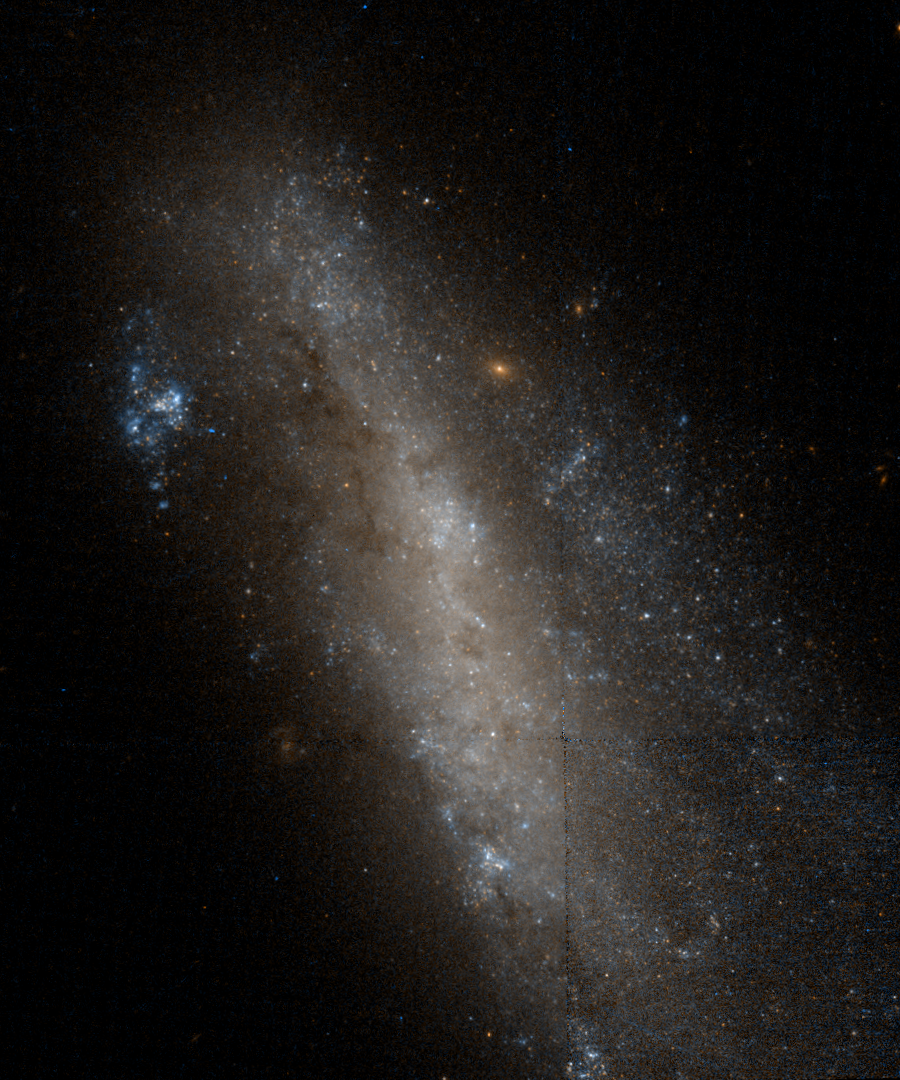
NGC 1518 par le télescope spatial Hubble.

NGC 1518 est une galaxie spirale barrée de type magellanique. NGC 1518 a été découverte par l'astronome britannique John Herschel en 1835.

## Caractéristiques
Sa vitesse par rapport au fond diffus cosmologique est de 838 ± 6 km/s, ce qui correspond à une distance de Hubble de 12,36 ± 0,89 Mpc (∼40,3 millions d'al).
À ce jour, une quinzaine de mesures non basées sur le décalage vers le rouge (redshift) donnent une distance de 8,369 ± 1,468 Mpc (∼27,3 millions d'al), ce qui est à l'extérieur des valeurs de la distance de Hubble. Puisque cette galaxie est relativement rapprochée du Groupe local, il est probable que cette valeur soit plus près de la distance réelle de NGC 1518. Notons cependant que c'est avec la valeur moyenne des mesures indépendantes, lorsqu'elles existent, que la base de données NASA/IPAC calcule le diamètre d'une galaxie. 
La classe de luminosité de NGC 1517 est IV-V et elle présente une large raie HI. Elle renferme aussi des régions d'hydrogène ionisé.